# Non piangete per chi ha ucciso
Non piangete per chi ha ucciso (The Way Some People Die) è un romanzo di genere hard boiled dello scrittore statunitense Ross Macdonald, il terzo della serie che ha come protagonista l'investigatore Lew Archer.

## Storia editoriale
Pubblicato nel 1951, il romanzo è stato tradotto in norvegese, svedese, tedesco, ebraico, olandese, giapponese, portoghese, russo, finlandese, ceco, spagnolo, ungherese, francese; in italiano è apparso la prima volta nel 1953.

## Trama
Quando Archer riceve la richiesta della signora Lawrence di ritrovare la figlia (maggiorenne e infermiera), cerca di dissuadere la cliente, ritenendo il tutto uno spreco di tempo e denaro. Dato però che la donna insiste e lo paga, il detective si getta nell'impresa e comincia a rovistare in molte faccende equivoche. La giovane, Galley, ha avuto come ultimo paziente assistito un certo Speed, ferito da una pallottola alla pancia, e tutto fa pensare che avesse problemi con la malavita. Archer scopre che Galley ha sposato Joe Tarantine, socio di Speed. Joe si è attirato alcune vendette da altri gangster che hanno pestato gravemente il fratello Mario; anche il battello dei fratelli Tarantine è scomparso e Joe non si trova.
Le indagini portano Archer a contatto con un gangster, Dowser, che ha speso trentamila dollari in eroina e ora cerca chi gliel'ha rubata. La catena degli indizi passa da Speed, a Joe e a Dalling, un innamorato di Galley, ma Dalling è morto con un colpo d'arma da fuoco (sparato da una pistola di Archer, cui era stata sottratta) e Joe è finito in mare. Il battello si è accartocciato sugli scogli, mandando in rovina Mario che tuttavia nega di aver visto il fratello negli ultimi tre giorni. Eppure l'abilità di Archer, unita alla conoscenza di Marjorie Fellows, che lo aveva raccolto svenuto in terra mentre cercava il marito Henry, consentono di ritrovare l'eroina e incastrare un certo Zanzara (Gilbert Moreno). Con l'aiuto delle autorità Archer consegna la droga a Dowser, per poi farlo finire in trappola e arrestare con il resto della sua gang.
Rimangono i trentamila dollari, apparentemente scomparsi. A reclamarli sono in tanti, tra cui la stessa Marjorie: lei infatti li aveva dati a Henry che, alla prova dei fatti, si rivela essere Speed. Rovinato, l'uomo si getta da un ponte. Ma la vicenda ha una conclusione solo quando Archer, già insospettito, vede Galley uccidere Mario, ferito e non più in grado di nuocere. La crudeltà dimostrata dalla donna è tale che egli non esita ad accusarla delle morti di Joe e Dalling, suo complice nel gettare in mare il marito e allontanare il battello. Joe era già morto da tre giorni ed era rimasto in un armadio refrigerante. Nonostante le gravissime colpe della figlia (che viene assicurata alla giustizia), la madre si rifiuta di credere a quello che Archer e la stampa le hanno rivelato. Quando reperisce, in un pacchetto datole dalla figlia, i trentamila dollari, Archer le consiglia di bruciarli e la lascia sola con la responsabilità di dare il colpo di grazia a Galley.

## Edizioni in italiano
- J. Ross MacDonald, Non piangete per chi ha ucciso, traduzione di Vittoria Comucci, collana I libri gialli. Nuova serie n. 252, Milano: Mondadori, 1953,
- Ross MacDonald, Non piangete per chi ha ucciso, I capolavori del giallo n. 265, Milano: A. Mondadori, 1964
- Ross MacDonald, Sunset Boulevard, introduzione di Guido Almansi, Onnibus gialli, Milano, Mondadori 1992; contiene: Il vortice, Non piangete per chi ha ucciso, Il ghigno d'avorio e Non fuggire, sceriffo
- Ross Macdonald, Non piangete per chi ha ucciso, traduzione di Alessandra Di Luzio, Brescia: Hobby & Work, 2006
- Ross Macdonald, Non piangete per chi ha ucciso: romanzo; traduzione dall'inglese di Raffaella Vitangeli, Roma: TimeCrime, 2024